# Dråpet på Joanna Simpson
Dråpet på Joanna Simpson är ett dråp på den 46-åriga Joanna Simpson (1964 – 31 oktober 2010). Hon mördades av sin före detta make, Robert Brown, den 31 oktober 2010. Det startade med ett bråk som urartade och slutade med att Brown slog ihjäl hanne med ett trubbigt föremål för att sedan begrava hennes kropp i en förberedd grav i Windsor Great Park.
Brown arresterades och åtalades för mord. I domstolen erkände han sig inte skyldig till mord, men erkände sig skyldig till dråp. Juryn fann honom skyldig till dråp efter att ha bedömt att han led av en anpassningsstörning vid tiden för dråpet. Brown dömdes till 26 års fängelse för både dråp och för att ha hindrat den lagliga begravningen av en kropp.
I november 2023 hade Brown avtjänat hälften av sitt straff och han var planerad för frigivning. Simpsons familj och vänner drev en framgångsrik kampanj för att få justitiedepartementet att förhindra Browns automatiska frigivning. Om Brown avtjänar hela sitt straff kommer han att släppas fri 2036.
Dokumentärserien Piloten som dödade sin fru handlar om fallet.